# زحمت‌آباد، بیله‌سوار
زحمت‌آباد (به ترکی آذربایجانی: Zəhmətabad، پیش از ۷ فوریه ۱۹۹۱ نووومیخائیلوفکا Novomixaylovka) یک منطقهٔ مسکونی در جمهوری آذربایجان است که در شهرستان بیله‌سوار واقع شده‌است. زحمت‌آباد ۳٬۰۰۶ نفر جمعیت دارد.